# 马市坪乡
马市坪乡，是中华人民共和国河南省南阳市南召县下辖的一个乡镇级行政单位。

## 行政区划
马市坪乡下辖以下地区：
三圣庵村、方冲村、高庄村、白河湾村、白果树村、头道河村、马市坪村、西大庄村、黄土岭村、白庄村、竹园庙村、三关庙村、焦园村、转角石村、杨盘村、南坪村、傲坪村、龙头沟村和贯沟村。